# Simone Biles
Simone Arianne Biles Owens (nacida Simone Arianne Biles; Columbus, Ohio, 14 de marzo de 1997) es una gimnasta artística estadounidense, ganadora de 41 medallas entre Juegos Olímpicos y Campeonatos Mundiales.
En la competencia general individual, Biles es campeona olímpica en Río 2016, y seis veces campeona del mundo (2013, 2014, 2015, 2018, 2019 y 2023). Por aparatos, ha sido cinco veces campeona mundial en suelo (2013, 2014, 2015, 2018 y 2019), tres veces en viga de equilibrio (2014, 2015 y 2019) y dos veces en salto de caballo (2018 y 2019). Es miembro del equipo nacional de los Estados Unidos, campeón en el mundial de Nanning 2014, Glasgow 2015, Doha 2018, Stuttgart 2019 y Amberes 2023, además de alcanzar el oro en los Juegos Olímpicos de Río de Janeiro 2016. La gimnasta también tiene nacionalidad beliceña.

## Nacimiento e infancia
Simone Arianne Biles nació el 14 de marzo de 1997 en Columbus, Ohio. Sus padres eran adictos a la droga, por lo cual fue  adoptada por sus abuelos maternos, quienes ejercieron como padres para ella. Cuando Simone tenía seis años, fue de excursión al centro de gimnasia Bannon Gymnastix. Para divertirse, empezó a copiar a otras gimnastas en la parte de atrás del gimnasio. Una de las entrenadoras, la Sra. Ronnie, la vio y llamó a Aimee Boorman para que la viera. Enviaron una carta a casa de sus padres para animarles a inscribirla en un instituto de gimnasia, y pronto Simone comenzó a tomar clases en su tiempo libre. Desde los 8 años entrena con Aimee Boorman. Se graduó de la secundaria en 2015, estudios que realizó desde su casa para tener más tiempo para entrenar.

## Carrera deportiva

### Carrera júnior

#### 2011
Simone Biles comenzó oficialmente su carrera en la competición "American Classic" de Huntsville, Texas, en el año 2011. Terminó tercera en la Competición Individual, primera en salto y barra de equilibrio, cuarta en suelo y octava en barras asimétricas. Más tarde, ese mes, compitió en el torneo "Cover Girl" de 2011, celebrado en Chicago, Illinois, donde terminó quinta en barra de equilibrio y suelo. Su primera temporada terminó en el Campeonato Nacional de Estados Unidos del 2011, denominado "Visa Championships", celebrado en Saint Paul, Minnesota, donde empató en el séptimo lugar en la especialidad de salto.

#### 2012
Su primer encuentro del 2012, fue otra vez en la competición "American Classic", pero esta vez, terminó primera en la general individual y salto, segunda en suelo, tercera en barra de equilibrio y cuarta en barras asimétricas. Más tarde, compitió en el torneo "Secret U.S. Classic" del 2012, celebrado en Chicago, donde terminó primera en la general individual y en salto , segunda en suelo y sexta en barra de equilibrio. En junio del mismo año, participó por segunda vez en el Campeonato Nacional de Estados Unidos (Visa Championships), esta vez en San Luis, Misuri, donde terminó tercera en la general individual, y sexta en barras asimétricas, barra de equilibrio, y suelo. Después de esta actuación, Biles fue llamada a formar parte del equipo nacional júnior de gimnasia artística de los Estados Unidos.

### Carrera sénior

#### 2013
El debut de Biles como gimnasta sénior fue en marzo del 2013, en la Copa Americana "American Cup", un evento internacional de la FIG, ella y su compañera Katelyn Ohashi fueron llamadas para sustituir a Elsabeth Black y a Kyla Ross, quienes habían abandonado la competición por estar lesionadas. Durante la final individual, Biles estuvo liderando la competición por dos rondas, sin embargo, su caída de la barra de equilibrio le impidió ganar, finalizando en segundo lugar, detrás de su compatriota Katelyn Ohashi.
Después de su actuación en la Copa Americana, Biles participó en la competencia del "Trofeo Ciudad de Jesolo" de 2013, llevado a cabo en Jesolo, Italia, donde se coronó con el primer lugar en la general individual, salto de caballo, barra de equilibrio y suelo, mismas especialidades donde contribuyó con el equipo estadounidense, campeón de esa edición.
En julio de ese mismo año participó en la competición "Secret U.S. Classic" del 2013. Su actuación fue deficiente, se cayó varias veces y no compitió en el salto de caballo después de torcerse el tobillo durante el ejercicio de suelo. Más tarde, fue invitada junto con el equipo nacional a ingresar al campamento de entrenamiento en el rancho de Marta Karolyi, coordinadora del equipo nacional de Estados Unidos.
En agosto de ese mismo año, compitió por tercera ocasión en el Campeonato Nacional de Estados Unidos (P&G Championships), pero esta vez como gimnasta sénior. Su actuación de esa noche la convirtió por primera vez en Campeona Nacional en la competición general individual y ganadora de la medalla de plata en los cuatro aparatos (salto de caballo, barras asimétricas, barra de equilibrio y suelo). Después del Campeonato Nacional, fue llamada de manera oficial a ser miembro del equipo nacional sénior e invitada a formar parte del campamento de clasificación, en el rancho de Marta Karolyi, para el Campeonato Mundial de Gimnasia Artística de 2013. De dicha clasificación, resultó seleccionada para ser miembro del equipo que representaría a Estados Unidos en el Campeonato Mundial.
El Campeonato Mundial de Gimnasia Artística de 2013 se llevó a cabo en Amberes, Bélgica. De manera individual, Simone Biles se clasificó primera en la competición general individual, segunda en salto de caballo, sexta en barras asimétricas, quinta en barra de equilibrio y primera en suelo. Durante la Final de la general individual, Biles compitió con ejercicios de gran dificultad, lo cual le valió el título de Campeona Mundial de la general individual con una puntuación de 60.216, casi un punto por encima del segundo lugar y compatriota Kyla Ross y casi medio punto y medio por encima del tercer lugar y campeona mundial en 2010, Aliyá Mustáfina. Se convirtió en la séptima gimnasta estadounidense en conseguir el título de campeona mundial en la general individual y la primera gimnasta afroamericana en lograrlo. En las finales por aparatos ganó la medalla de plata en salto de caballo, por detrás de la campeona mundial reinante y medallista olímpica de plata, McKayla Maroney; la medalla de bronce en la barra de equilibrio, por detrás de Kyla Ross y Aliyá Mustáfina; la medalla de oro en suelo, por encima de Vanessa Ferrari y Larisa Iordache; y en las barras asimétricas terminó cuarta.

#### 2014
Biles se perdió el inicio de temporada debido a una lesión en el hombro, quedándose fuera de la Copa Americana "American Cup" de 2014. Su reingreso a las competiciones fue en el torneo "Secret. U.S. Classic" de 2014, en Chicago, donde ganó la competición general individual por un amplio margen de distancia sobre el segundo lugar, ganó la final de salto de caballo, barra de equilibrio y suelo.
En el Campeonato Nacional de Estados Unidos (P&G Championships) de 2014, Biles repitió el título de Campeona nacional en la general individual, terminando 4 puntos arriba de la medallista de plata, Kyla Ross, a pesar de haberse caído en su ejercicio de barra de equilibrio. Ganó el oro en la final de salto de caballo y suelo, plata en la barra de equilibro y terminó cuarta en las barras asimétricas.
El 17 de octubre, fue seleccionada para competir en el Campeonato Mundial de Gimnasia Artística de 2014 en Nanning, China. Dominó la clasificación a pesar de su gran error en las barras asimétricas, clasificando primera para la competición individual, salto de caballo, barra de equilibrio y suelo, lo que también significó que con su contribución, el equipo estadounidense se clasificara primero para final por equipos. Durante la final por equipos, Biles lideró al equipo estadounidense, el cual se coronó campeón del mundo con una diferencia de casi siete puntos respecto al segundo lugar, el equipo chino. En la final de la individual general, la actuación de Biles fue muy correcta, mejorando su desempeño en las barras asimétricas respecto de la clasificación, lo cual le significó su segundo título consecutivo de campeona mundial de la general individual, con un puntaje total de 60.231. Asimismo se convirtió en la segunda estadounidense en repetir el título de campeona mundial en la general individual, sólo detrás de Shannon Miller. También fue la primera gimnasta, sin contar la nacionalidad, en repetir dicho título después de Svetlana Jórkina. En las competiciones por aparatos, ganó la medalla de plata en salto de caballo, detrás de la norcoreana Hong Un Jong y por encima de su compatriota Mykayla Skinner; en la barra de equilibrio ganó la medalla de oro, por encima de la china Bai Yawen y en la final de suelo ganó el oro por segunda vez consecutiva. Sus triunfos hicieron que lograra tener 6 medallas de oro ganadas en campeonatos mundiales (2013 y 2014), con lo cual se convirtió en la primera estadounidense en alcanzar dicha cantidad, superando las 5 medallas mundiales de oro de Shannon Miller.

#### 2015
Inició la temporada el 7 de marzo, compitiendo en la copa americana "American Cup" de 2015, celebrada en Arlington, Texas, consiguiendo ganar la competición general individual con 62.299 puntos y con una ventaja mayor a los cuatro puntos de diferencia con respecto al segundo lugar. Biles finalizó ese mes compitiendo el trofeo City of Jesolo, competencia donde ganó la general individual con un puntaje de 62.100.
En julio compitió en el Secret U.S. Classic donde ganó el circuito individual, la prueba de viga de equilibrio, el ejercicio de suelo y salto.
Después de la competición Biles anunció que se convertía en atleta profesional renunciando a competir en la NCAA y firmando un contrato con la empresa Octagon.
En el Campeonato Nacional consiguió su tercera medalla de oro consecutiva en el circuito individual, convirtiéndose en la segunda mujer en hacerlo después de la atleta Kim Zmeskal.
Biles fue seleccionada para formar parte del equipo que representó a Estados Unidos en los Mundiales de Gimnasia Artística celebrados en Glasgow. Biles consiguió la medalla de oro en la final por equipos junto a sus compañeras Gabrielle Douglas, Aly Raisman, Brenna Dowell, Madison Kocian, Maggie Nichols y McKayla Maroney. En el terreno individual, Biles consiguió tres medallas de oro en las categorías de circuito individual, viga de equilibrio y ejercicio de suelo, además de una medalla de bronce en salto. En estos mundiales, Biles se convirtió en la primera mujer en ganar la medalla de oro en tres mundiales consecutivos en la categoría circuito individual.
A finales de este año firmó un contrato de publicidad con la marca deportiva Nike.

#### 2016
Biles empezó la temporada participando en la Pacific Rim Gymnastics Championships en abril, donde ganó la medalla de oro en la prueba de circuito individual, en el circuito en equipo, en el ejercicio de suelo, en viga de equilibrio y en salto.
En julio participó en los Olympic Trials (pruebas de selección del equipo olímpico) donde consiguió ser una de las atletas escogidas para representar a Estados Unidos en los Juegos Olímpicos de Río de Janeiro 2016.

##### Juegos Olímpicos de Río de Janeiro 2016
Como cada cuatro años, el comité olímpico de los Estados Unidos realizó la competencia interna denominada "Olympic Trials", cuyo objetivo es seleccionar a los deportistas de cada disciplina que representará al país en los Juegos Olímpicos. El 8 y 10 de julio de ese año, se realizó el evento para conformar el equipo de gimnasia artística que competiría en Río 2016. El 10 de julio se hizo oficial el nombramiento del equipo, el cual estaba conformado por Simone Biles, Aly Raisman, Gabrielle Douglas, Laurie Hernandez y Madison Kocian. En la competencia para el proceso de selección, Biles clasificó automáticamente como miembro del equipo estadounidense al ocupar la primera posición en la competencia general individual con una puntuación total de 123.250.

###### Clasificación
El 7 de agosto, se llevó a cabo el evento de clasificación para determinar cuáles equipos y gimnastas llegarían a las finales en las diversas modalidades de la gimnasia artística. Individualmente Biles clasificó para las finales, primera en la modalidad general individual con una puntuación total de 62.366; primera en la especialidad de salto, con una puntuación de 16.050; primera en la especialidad de viga de equilibrio, con una puntuación de 15.633 y primera en la especialidad de suelo, con una puntuación de 15.733. En la modalidad de barras asimétricas, no logró clasificar para la final, sin embargo, su buen desempeño en esta especialidad, la hicieron acreedora de 15.000 puntos de calificación, con lo cual se posicionaba como la tercera mejor gimnasta de su equipo en dicha especialidad, aquello, significaba que Biles participaría en todos los aparatos para la final por equipos.
Las altas puntuaciones obtenidas por las integrantes del equipo, hicieron que el equipo estadounidense clasificara en primer lugar con un total de 185.238 puntos, lo cual significaba una amplia ventaja de 10 puntos sobre el equipo de la República Popular de China, clasificado segundo lugar.
| Aparato            | Dificultad  | Ejecución   | Total  | Puesto |
| Salto              | 6.300 6.400 | 9.700 9.700 | 16.050 | #1     |
| Barras Asimétricas | 6.100       | 8.900       | 15.000 | #13    |
| Viga de Equilibrio | 6.700       | 8.933       | 15.633 | #1     |
| Suelo              | 6.800       | 8.933       | 15.733 | #1     |

###### Finales

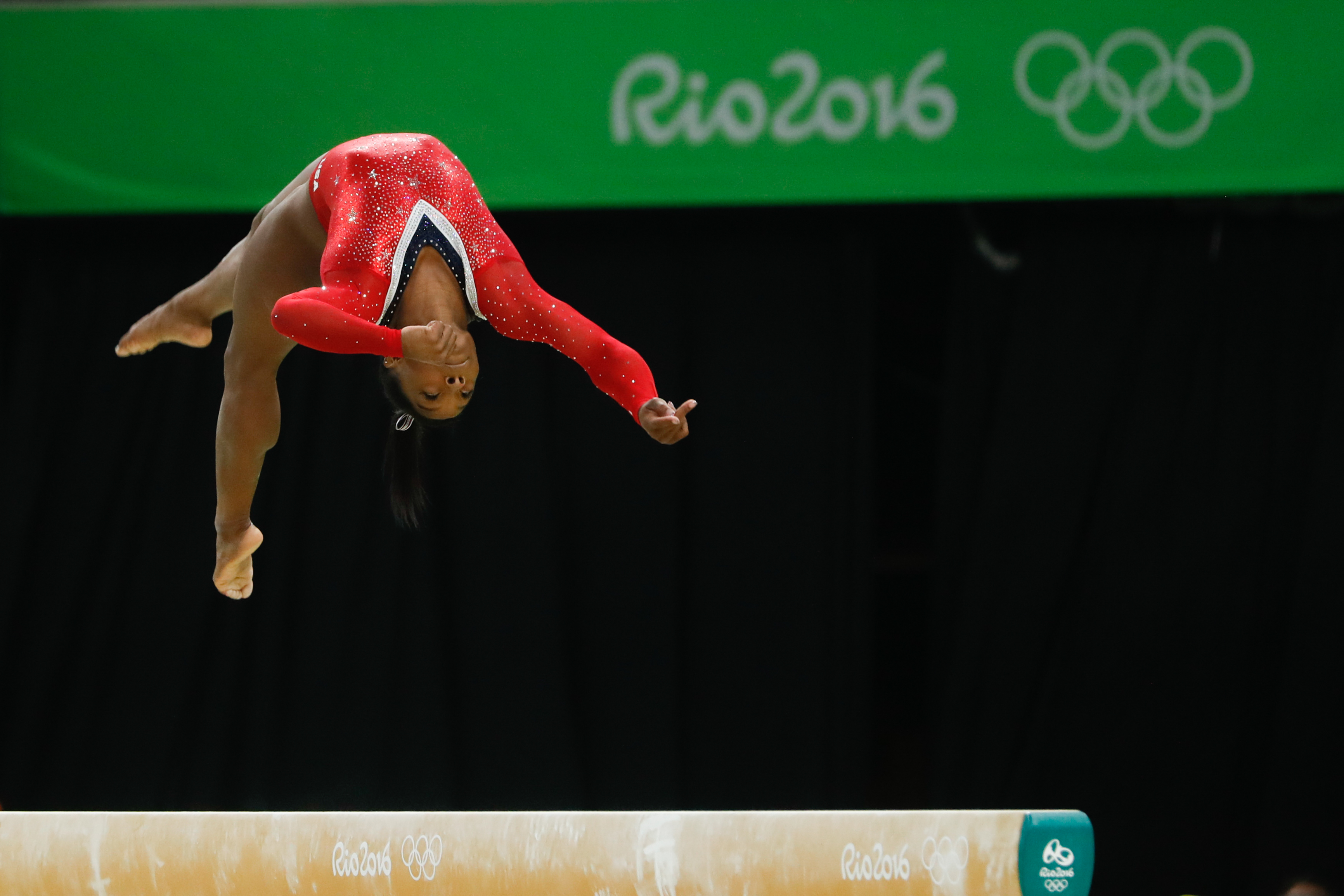
Biles obtuvo la medalla de bronce en los Juegos Olímpicos de Río 2016 en la modalidad barra de equilibrio

Junto con sus compañeras consiguió la medalla de oro en la final por equipos. Individualmente consiguió la medalla de oro en la competencia general individual con una puntuación de 62.198 por delante de su compañera de equipo Aly Raisman. En las finales por aparatos, Biles consiguió la medalla de oro en salto con una puntuación 15.966; la medalla de bronce en la final de viga de equilibrio con una puntuación de 14.733, quedando por detrás de su compañera Laurie Hernandez debido a una caída, y la medalla de oro en la final de suelo con una puntuación de 15.966 por delante de su compañera Aly Raisman.
Con cuatro medallas de oro en los Juegos Olímpicos de Río, Biles se convierte en la gimnasta estadounidense con más medallas de oro en unos únicos Juegos Olímpicos.
Biles fue la abanderada estadounidense en la ceremonia de clausura de los Juegos Olímpicos de Río de Janeiro.

#### 2018
En enero de 2018 declaró haber sido víctima de abusos sexuales por parte del exmédico de la selección de gimnasia estadounidense Larry Nassar, junto con otro centenar de gimnastas.
En el Campeonato Mundial de Gimnasia Artística de 2018, celebrado en Doha, Biles volvió a ser la ganadora del concurso completo, además de vencer en las finales de salto y suelo y conseguir el triunfo por equipos con Estados Unidos, por lo que consiguió cuatro medallas de oro de las seis posibles, además de la plata en barras asimétricas y el bronce en viga de equilibrio.

#### 2019
En los Campeonatos Mundiales de Gimnasia Artística de 2019, celebrados en Stuttgart, se calificó para todas las finales a disputar, siendo la tercera vez que conseguía dicho logro.
Para las finales, el equipo de gimnasia de Estados Unidos se alzó con la medalla de oro por quinta vez consecutiva, otorgándole a Biles su vigesimoprimera medalla y decimosexta medalla de oro en campeonatos mundiales. 
Individualmente se proclamó campeona mundial en la competición general individual, salto, barra de equilibrio y suelo, finalizando con 25 medallas ganadas en campeonatos mundiales, de las cuales 19 son de oro, convirtiéndose en la gimnasta más laureada de todos los tiempos, superando el récord de 23 medallas ganadas en mundiales por el gimnasta Vitaly Scherbo.

#### 2021
El 23 de abril del 2021, Biles rompió su vínculo con Nike que la unía desde finales del año 2015, para unirse a la marca deportiva norteamericana Athleta, vinculada a Gap.
Un mes más tarde, en su primera competición desde 2019, se convirtió en la primera mujer de la historia en realizar un doble Yurchenko carpado en el salto de caballo.
En los Juegos Olímpicos de Tokio 2020, Biles anunció su retirada de la participación durante la final por equipos de gimnasia artística en equipo, alegando problemas de salud mental; Estados Unidos terminó ganando la medalla de plata. Tras no participar tampoco en las finales de concurso completo ni las de los tres primeros aparatos, sí disputó la de la barra de equilibrios, donde ganó el bronce.

#### 2023
Biles estuvo dos años sin competir después de los juegos de Tokio debido a los twisties, un problema psicológico que le impedía controlar su cuerpo en las maniobras aéreas. Regresó a la competición en agosto de 2023 con una victoria en el US Classic de Chicago, como inicio de su preparación de cara a los Juegos Olímpicos de París 2024.

#### 2024
A principios de junio de 2024, dos meses escasos antes de los Juegos Olímpicos de París 2024, Biles ganó por novena vez el concurso completo del Campeonato de Estados Unidos, siendo la primera gimnasta (masculina o femenina) que conseguía esta hazaña. Posteriormente consiguió tres medallas de oro y una de plata en los Juegos Olímpicos de París. Estas actuaciones le valieron el Premio Laureus a la Mejor Deportista Femenina del Año en 2025.

## Ejercicio de suelo
El ejercicio de suelo es la especialidad donde Biles ha destacado, no solo por el alto grado de dificultad de su rutina, sino por ser cinco veces campeona mundial en esta categoría, así como poseer el título olímpico en el mismo, lo cual la convierte en campeona invicta de suelo en competencias internacionales de la FIG.
Fue la primera gimnasta femenina en hacer un triple-doble en el ejercicio de suelo, es decir, dos saltos mortales con tres rotaciones cada uno. Hasta agosto de 2019, este elemento tan solo había sido ejecutado con éxito en la categoría masculina, siendo además muy poco frecuente.
También durante el Campeonato de Gimnasia Artística de Estados Unidos de 2019, Simone Biles realizó otro elemento de gran dificultad, un doble-doble en barra de equilibrio. Este elemento consiste en dos flic-flacs seguidos de un salto con dos giros mortales para atrás en la salida del ejercicio. Ningún otro gimnasta, ni masculino ni femenino, había logrado aterrizar un doble-doble con anterioridad.

### Epónimos
Simone Biles posee dos epónimos en suelo, elementos gimnásticos que son reconocidos con su nombre por ser la primera gimnasta en realizarlos en una competición oficial de la FIG. 
El Biles I, consiste en la combinación de dos elementos, doble mortal extendido hacia atrás con medio giro. Este elemento se clasifica dentro del grupo G y tiene como grado de dificultad un valor de 0,7 puntos. Fue reconocido como elemento original de Simone Biles al realizarlo por primera vez en el Campeonato Mundial de Gimnasia Artística, en Amberes 2013.
El Biles II, consiste en la combinación de una triple pirueta con doble mortal agrupado hacia atrás. Este elemento se clasifica dentro del grupo J y tiene como grado de dificultad un valor de 1,0 puntos, siendo el único dentro de esa clasificación y el más difícil de la gimnasia artística femenina. Fue reconocido como elemento original de Simone Biles al realizarlo por primera vez en el Campeonato Mundial de Gimnasia Artística, en Stuttgart 2019.

### Final de suelo en campeonatos mundiales

#### 2013
| Evento        | Oro                                | Plata                             | Bronce                             |
| ------------- | ---------------------------------- | --------------------------------- | ---------------------------------- |
| Suelo (06.10) | Simone Biles Estados Unidos 15,000 | Vanessa Ferrari · Italia · 14,633 | Larisa Iordache · Rumania · 14,600 |

#### 2014
| Evento        | Oro                                | Plata                              | Bronce                           |
| ------------- | ---------------------------------- | ---------------------------------- | -------------------------------- |
| Suelo (12.10) | Simone Biles Estados Unidos 15,333 | Larisa Iordache · Rumania · 14,800 | Aliyá Mustáfina · Rusia · 14,733 |

#### 2015
| Evento        | Oro                                | Plata                              | Bronce                                 |
| ------------- | ---------------------------------- | ---------------------------------- | -------------------------------------- |
| Suelo (01.11) | Simone Biles Estados Unidos 15,800 | Xeniya Afanasieva · Rusia · 15,100 | Margaret Nichols Estados Unidos 15,000 |

#### 2018
| Evento        | Oro                                | Plata                             | Bronce                    |
| ------------- | ---------------------------------- | --------------------------------- | ------------------------- |
| Suelo (03.11) | Simone Biles Estados Unidos 14,933 | Morgan Hurd Estados Unidos 13,933 | Mai Murakami Japón 13,866 |

## Vida personal

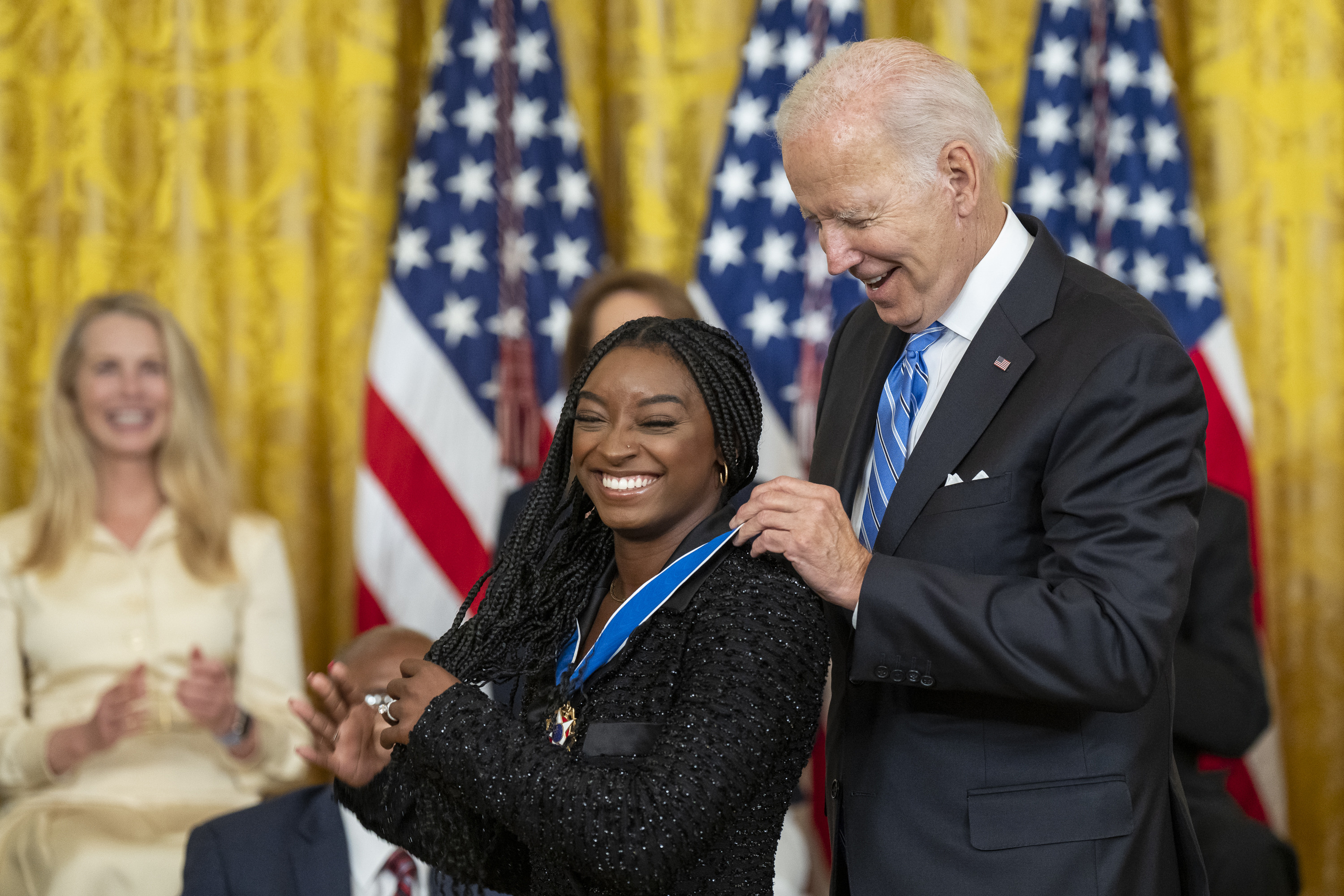
El presidente de Estados Unidos Joe Biden le otorga a Biles la Medalla de la Libertad.

En agosto de 2017 la gimnasta confirmó a través de su cuenta personal de Instagram que mantenía una relación sentimental con el gimnasta estadounidense Stacey Ervin, que formó parte del equipo nacional estadounidense en 2013, con el que compartió gimnasio en Texas.
Desde agosto de 2020 mantiene una relación con el jugador de futbol americano Jonathan Owens. El 14 de febrero del 2022 anunciaron su compromiso matrimonial a través de sus redes sociales. Se casaron el 22 de abril del 2023, en presencia de un juez.
Biles es católica practicante; lleva siempre consigo un rosario, el cual asegura rezarlo normalmente y asiste asiduamente a misa con sus abuelos.
Biles fue una de las víctimas de abuso sexual de Larry Nassar. En 2022, Biles demandó al FBI porque sabía que Nassar estaba acusado de abusar de gimnastas y sin embargo no actuó, con lo que quedó libre para seguir agrediendo a mujeres y niñas durante más de un año.
El 7 de julio de 2022 recibió de manos del Presidente de los Estados Unidos, Joe Biden, la Medalla Presidencial de la Libertad, por dar voz a aquellas personas que sufren el acoso sexual y el abuso sexual.

## Premios y nominaciones
| Año  | Premio              | Nominado     | Categoría                    | Resultado | Ref.   |
| ---- | ------------------- | ------------ | ---------------------------- | --------- | ------ |
| 2025 | Kids' Choice Awards | Simone Biles | Deportista femenina favorita | Ganadora  | [ 62 ] |